# Arkadiusz Michalski
Pour les articles homonymes, voir Michalski.
Arkadiusz Michalski, né le 7 janvier 1990, est un haltérophile polonais.

## Palmarès

### Championnats du monde
- 2018 à Achgabat
  -  Médaille de bronze en moins de 109 kg.

### Championnats d'Europe
- 2018 à Bucarest
  -  Médaille d'or en moins de 105 kg.
- 2017 à Split
  -  Médaille de bronze en moins de 105 kg.
- 2016 à Førde
  -  Médaille d'argent en moins de 105 kg.
- 2015 à Tbilissi
  -  Médaille d'argent en moins de 105 kg.
- 2014 à Tel Aviv
  - 5e en moins de 105 kg.
- 2013 à Tirana
  - 5e en moins de 105 kg.
- 2012 à Antalya
  - 6e en moins de 105 kg.